# Rolando Schiavi
Rolando Schiavi (né le 18 janvier 1973 à Lincoln en Argentine) est un footballeur argentin retraité évoluant au poste de défenseur.

## Carrière

### Carrière en club
Schiavi débute dans les divisions inférieures avec Argentino de Rosario, avant de rejoindre Argentinos Juniors en 1995. Six ans plus tard, il devient joueur des Boca Juniors. Il joue 186 matchs pour Boca entre 2001 et 2005, marquant 22 buts, dont 122 matchs de championnat avec 12 buts. Schiavi remporte sept titres avec Boca, dont la Copa Libertadores 2003 et la Coupe intercontinentale 2003.
En 2006, Schiavi est transféré au club espagnol du Hércules CF pour 550 000 euros. L'épisode ibérique est court, Schiavi rejoignant le club brésilien de Grêmio en 2007.
À l'été 2007, Rolando Schiavi retourne dans son pays natal et s'engage au Newell's Old Boys. Le 2 novembre 2008, le défenseur marque le penalty décisif dans le derby les opposant à Rosario Central. 
Le 22 juin 2009, les Newells' Old Boys prêtent Schiavi à l'Estudiantes de La Plata qui joue la Copa Libertadores 2009. Schiavi joue les demi-finales et la finale de la compétition qui voit l'Estudiantes sacré champion d'Amérique du Sud.
Schiavi retourne à Boca en 2011.
Il prend sa retraite sportive le 12 décembre 2012.
Séduit par le challenge chinois et un salaire annuel de trois millions d'euros, Schiavi reprend du service et s'engage au Shanghai Shenhua dès le mois de mars 2013, soit au début de la saison régulière.
Il prend sa retraite définitive en l’octobre 2013, après avoir participé à 26 matches de la saison régulière. 

### Carrière internationale
En septembre 2009, à l'âge de 36 ans, Schiavi est pour la première fois appelé en équipe d'Argentine de football. Il entre en jeu en remplacement de  Sebastián Domínguez à la 80e minute d'une défaite sur le score de 1-0 contre le Paraguay.

## Palmarès
Boca Juniors
- Championnat d'Argentine de football (3) : Ouverture 2003 Apertura, Ouverture 2005, Ouverture 2011
- Copa Libertadores (1) : 2003
- Coupe intercontinentale (1) : 2003
- Copa Sudamericana (1) : 2004
- Recopa Sudamericana (1) : 2005

Grêmio
- Campeonato Gaúcho (1) : 2007

Estudiantes
- Copa Libertadores (1) : 2009